# Dominique Delestre
Pour les articles homonymes, voir Delestre.
Dominique Delestre, né le 18 février 1955 à Nancy, est un entrepreneur, ancien pilote automobile français et propriétaire d'une équipe de course.

## Carrière de pilote
La carrière internationale de Dominique Delestre débute en 1980 en Championnat de France de Formule Renault. En 1982, il passe en Championnat de Formule Renault Turbo qu'il termine dixième au général cette année là, puis neuvième en 1983.
En 1984, il débute en Championnat de France de Formule 3 avec une Ralt RT3 et termine la saison à la neuvième place du championnat remporté par Olivier Grouillard. En 1985, il est engagé au sein du Eddie Jordan Racing, l'équipe de l'ancien pilote irlandais Eddie Jordan. Cette fois, il termine cinquième du championnat remporté par Pierre-Henri Raphanel.
le 13 avril 1986, au début de la première course de la saison de Formule 3000 à Silverstone, Dominique Delestre entre en collision avec la March 85B de Thierry Tassin dans la ligne droite de départ-arrivée sur une piste mouillée. L'accident était si grave que la course doit être arrêtée. Delestre souffre de graves blessures et n'a pas pu courir pendant un an. Il fait son grand retour en juin 1987 aux 24 Heures du Mans au volant d'une WM P87 du Welter Racing. La voiture, qu'il partage avec Philippe Gache et Roger Dorchy, tombe en panne à la suite d'une surchauffe d'un cylindre du moteur Peugeot. Après quelques courses supplémentaires en Formule 3000, il met fin à sa carrière de pilote à la fin de la saison 1989.

## Équipe Apomatox de Formule 3000
Après la fin de sa carrière de pilote, Dominique Delestre devient propriétaire de l'écurie de course Apomatox engagée en Formule 3000 qui sera reprise par Alain Prost en 1999.

## Carrière de chef d'entreprise
En 2006, Dominique Delestre fonde la Société Apole, qui fabriquait des modèles réduits de Formule 1 à l'échelle 1:6e de la Scuderia Ferrari et de Renault Sport F1 Team.

## Statistiques

### Résultats aux 24 Heures du Mans
| Année | Équipe             | Voiture | Équipier              | Équipier            | Classement | Cause d'abandon   |
| ----- | ------------------ | ------- | --------------------- | ------------------- | ---------- | ----------------- |
| 1987  | France WM Secateva | WM P87  | France Philippe Gache | France Roger Dorchy | Abandon    | Surchauffe moteur |

### Résultats individuels en championnat du monde des voitures de sport
| Saison | Équipe        | Voiture | 1                | 2                 | 3                         | 4                       | 5            | 6                      | 7                        | 8                       | 9               | 10               |
| ------ | ------------- | ------- | ---------------- | ----------------- | ------------------------- | ----------------------- | ------------ | ---------------------- | ------------------------ | ----------------------- | --------------- | ---------------- |
| 1987   | Welter Racing | WM P78  | 360 km de Jarama | 1 000 km de Jerez | 1 000 kilomètres de Monza | 1 000 km de Silverstone | 24 H du Mans | 200 Miles du Norisring | 1 000 km de Brands Hatch | 1 000 km du Nürburgring | 1 000 km de Spa | 1 000 km de Fuji |
| 1987   | Welter Racing | WM P78  |                  | DNF               |                           |                         |              |                        |                          |                         |                 |                  |